# Кюлахли
 Тази статия е за кукушкото село.  За валовищкото вижте Кюлахли (дем Синтика).  
Кюлахли или Кюлели (на гръцки: Πυργωτό, Пиргото, катаревуса: Πυργωτόν, Пирготон, до 1927 година Κιουλελή, Кюлели) е село в Егейска Македония, Гърция, дем Кукуш, област Централна Македония с 248 жители (2001).

## География
Селото е разположено южно от Кукуш (Килкис), в Солунското поле.

## История

### В Османската империя
В XIX век Кюлахли е турско село в каза Аврет Хисар (Кукуш) на Османската империя. Според статистиката на Васил Кънчов („Македония. Етнография и статистика“) в 1900 година селото има 293 жители, всички турци мюсюлмани.

### В Гърция
След Междусъюзническата война в 1913 година селото попада в Гърция. Част от населението му се изселва и на негово място са настанени гърци бежанци. В 1928 година селото е чисто бежанско с 40 бежански семейства и 164 жители бежанци. В 1927 година името на селото е променено на Пирготон.